# オールインワン
オールインワン（英語：All in one）は、幾つかの物や機能などが一つにまとめられている形態のこと。ある一つの目的達成に、本来複数組み合わせて使用する製品群を一つにまとめた工業製品と、その設計思想である。転じて、「シリーズ物の映画作品を1パッケージで」といったボックス販売（複数のDVD映像ソフトを一つのセットにする販売方法）にも「オールインワン」という表現が使われる場合がある。本項では、主に原義のオールインワンに関して説明する。

## オールインワンの目的
オールインワンのシステムを設計する理由としていくつかある。
ユーザビリティの向上
コンポーネントシステムを1つにまとめることにより、洗練された操作系をもたせて使い勝手を向上させたり、デザインや設置の自由度を高めたり、ポータビリティ（可搬性）など新たな性能を付加するなど、ユーザビリティの向上や付加価値の創造を目指す。
システムコストの低減
コンポーネントシステムでは個々の単価が上がりやすく、1つにまとめることでシステムコストを低く抑える。廉価版の位置づけで作られる場合もあるが、旧来の製品が過剰性能に陥った場合に作りやすくなる。
ユーザビリティや付加価値の向上に重点をおいている場合は、必ずしもシステムコストは低下せず、むしろ上昇することもある。例えば、パソコンの分野では2000年代前半にデスクトップパソコンからノートパソコンへの転換が進んだが、これはユーザビリティの向上に重点が置かれた。システムコストは、安価な汎用規格品を使うデスクトップパソコンに対して専用部品の構成比率が増加したため、むしろ上昇した。

## 類似する思想
類似する思想としては多機能化が挙げられる。オールインワンの場合は、元となる製品群が単独製品として商品価値を持ちながらも、各々の機能が相互に必要とされるゆえ一製品に統合されるのに対し、多機能化の場合は相互の機能には密接なつながりはない。このため各々の機能が方向性の異なる独立したものである場合は、あまりオールインワンとはいえない。ただしその境界が曖昧な製品も見られる。
また付加機能（→付加価値）は、主となる機能が製品に元から存在し、それに付随する形で新しい機能などを追加したものである。たとえばゲーム電卓などはその好例といえるが、電卓という主体の機能に付随して、コンピュータゲーム（電子ゲーム）の機能を「おまけ的に追加しただけ」である点は、付いても付いていなくても主体の機能に影響しないため、オールインワンの範疇には含め難い。本来の機能である「音声通話」以外の、携帯電話機の機能向上も同様である。

## 家電製品におけるオールインワン
情報家電的位置付けのパソコンとして、デスクトップパソコンの本体・ディスプレイ・スピーカーの3種一体化製品や、小型軽量化の障壁となるために本来は別装置としていた光ディスクドライブなどの記憶装置を敢えて内蔵し、大型で高価格なノートパソコンなどがあり、「オールインワン」と表現されている。
また音響機器では、主にラジオカセットやCDプレーヤー搭載クロックラジオが代表的だがミニコンポの一部にも見られる、複数の媒体の再生・受信装置、アンプ回路、スピーカーを内蔵した、それ単体で複数の媒体を利用できてスピーカーから音が出る、というような製品を「オールインワン」という。それら「オールインワン」製品は一体型を前提に設計されるので利便性や合理性に優れ、CDにより十分に「良い音」も提供されるようにもなり、古くはポータブルカセットプレーヤー、近年ではデジタルオーディオプレーヤーのような、あえて機能を削った製品と、半ば競合、半ば住み分けながら、普及製品となっている。

### 利点と欠点
家電におけるオールインワンでは、幾つかの点で優れた部分があり、その一方で大きな欠点も存在する。
利点
- オールインワンでは、まず一つの筐体（本体のケース）に収納するため、各々の機能を各々の機器の連結で実現する場合よりも、接続ケーブルでノイズを拾うことなく処理できる。また外部からのノイズを防ぐためのシールドも個別機器に各々ではなく、1製品分で済ませられる。
- 場合によっては複数のコンポーネントの機能を1つの電気回路基板に集約できることから、コストダウンの面でも有利である。また各々の機能は相手が決まっている事から標準仕様の端子を採用することなく専用設計で接続できるため、より各々の特性に沿った設計が出来る。
- 各々の機器を別途購入・連結する必要がないため、使い始めるために必要な手間が少ない。

欠点
- 一つの機能であるまとまった機能を提供するため、部分的な不都合（故障や旧式化）の場合でも入れ替え（部分買い替え）が利かない。特に旧式化では、一部機能の旧式化を是正するためには全体を買い換えなければならず、特に世代交代の早いパーソナルコンピュータにみられる通信機器では、コンピュータ本体の陳腐化（レガシーシステム・レガシーデバイス化）は避け難いものとなっている。近年のオールインワン製品では、主要な機能をモジュールに依存しているために、故障部位のみを同規格品に入れ替えることが可能なケースもあるが、内蔵規格やインターフェース等の退潮（旧式化や規格争いでの敗退等）で部分入れ替えができなくなることは避けられない。
- 筐体内部に発生する内因性ノイズ（電源回路などから発振されるものなど）が、セパレートタイプに比べて他の信号系回路へ影響しやすくなるため、時としてその対策（設計への考慮など）にコスト上昇を要する。廉価版のオールインワン製品では、この部分の設計配慮が不十分であるために、性能面で問題や限界を持つ製品も見受けられる。

### 製品
家庭用テレビ
テレビではオールインワンという言葉は用いられないが、チューナー、ディスプレイ、アンプ、スピーカーを一体化した古くからあるオールインワンシステムである。さらにビデオデッキ（「テレビデオ」など）や家庭用ゲーム機を組み込んだモデルもあった。DVDプレーヤー内蔵型薄型テレビやHDD/BDレコーダー内蔵薄型テレビなども見られる。
パーソナルコンピュータ
オールインワンパソコンでは、ディスプレイと本体（記憶装置を含む）、スピーカーなどが一まとめになっている。古く8ビットパソコンの時代には、デスクトップパソコンでありながらも、本体とキーボードが一体というものが多く見られ、本体とディスプレイが一体というのはそのころからも見られた。本体とディスプレイとキーボードが一体というものも古くから存在した（PET 2001）。デスクトップ・オールインワンパソコンの代表的な例ではApple Computerの初代Macintoshや、iMacシリーズが挙げられる。この方向性はPC/AT互換機にも影響を与え、同コンセプトのWindowsパソコンも登場した。またノートパソコン、タブレットコンピュータ、スマートフォンのような形態のパソコンはその形態上基本的にオールインワンである。中にはテレビパソコンと呼ばれるTVチューナーを備える製品も存在する。ボードPCやスレートPCなど、必要に応じてキーボードを（場合によってはマウスも）接続する（無線含む）前提というカテゴリもある。
ラジカセ
従来は個別の製品であったラジオとコンパクトカセットテープレコーダーを一体化した製品。相互の機能を密接に連携させたため、付加価値に留まらない新しい価値観を創造した。これは後にCDプレーヤーやMDプレーヤー、さらにはエフェクターなどの元来コンポーネントで提供されていた各種高度機能を取り込むという形で、更にオールインワン化したCDラジカセやバブルラジカセのような製品も登場した。
コーヒーメーカー
登場当初より給湯器・保温器が組み込まれていたが、高級品ではコーヒーミルのみならず焙煎器までも内蔵した製品があり、コーヒーを淹れる装置としてオールインワン化されている。また、コーヒーメーカーとオーブントースター、小型ホットプレート、タイマーを一体化し、「朝食用に、コーヒー、トースター、目玉焼きの調理が一元並行して行える」ことを謳い文句にした製品が存在する。
洗濯機
発達の過程で脱水機を内蔵し、初期の2槽式から1槽式（全自動洗濯機）へ統合進化した。現代では乾燥機を統合した製品も現われ、洗濯という家事に向けてオールインワン化されている。
ファクシミリ・コピー機（複合機）
ファクシミリは文字画像伝送以外にも電話機とコピー機を一体化した製品という性格と用途を持つ。感熱紙方式が一般的だった頃はコピー機としてはあまり使われず、他に方法が無い場合の代替的な存在であった。レーザープリンター方式の製品が普及すると、コピー機としても積極的に使われるようになった。
またコピー機も、スキャナとプリンターを一体化した製品である事が、パソコンの普及とともに意識されるようになり、パソコンの接続機能を装備し、その目的で使われる製品が作られるようになった。
近年では、コピー機、ファクシミリ、パソコン用スキャナ・プリンターを兼ねる製品も増えている（複合機）。
パソコン普及の黎明期（80年代後半〜90年代前半）には、パソコンとファクシミリを接続し、ファクシミリをスキャナ・プリンターとして使用するための、パソコン用の周辺機器も存在したが、当時のファクシミリはスキャナとしてもプリンターとしても、パソコンの外部機器としての性能はあまり高いものではなかった。
ワードプロセッサ
パソコン、プリンター、文書作成ソフトを一体化したオールインワン機器と言える。パソコンの普及とともに衰退し2001年に生産終了したが、未だに根強いユーザもいる。
冷蔵庫
中型以上の家庭用冷蔵庫は冷凍室という形で冷凍庫と一体化しているものがほとんどである。